# Bibliothèque de l'université Harvard
Pour les articles homonymes, voir HUL.
La bibliothèque de l'université Harvard (en anglais, Harvard University Library ou HUL) comprend environ 73 bibliothèques pour un total de plus de 18 millions de volumes. Il s'agit de la plus ancienne bibliothèque des États-Unis, ainsi que de la plus grande bibliothèque universitaire et de la plus grande bibliothèque privée au monde,, d'après le nombre d'éléments détenus dans les fonds (y compris les partitions musicales, cartes, estampes, enregistrements, etc.).

## Description et organisation
La bibliothèque de Harvard est la troisième bibliothèque des États-Unis, après la bibliothèque du Congrès et la bibliothèque publique de Boston.
La bibliothèque de Harvard est le nom officiel d'une entité administrative au sein de l'administration centrale de l'université, qui a la responsabilité de la gestion et de la diffusion des fonds de la bibliothèque. 
Le professeur de sciences politiques Sidney Verba en a été le directeur de 1984 à 2007. L'historien Robert Darnton lui a succédé jusqu'en 2015.

## Histoire

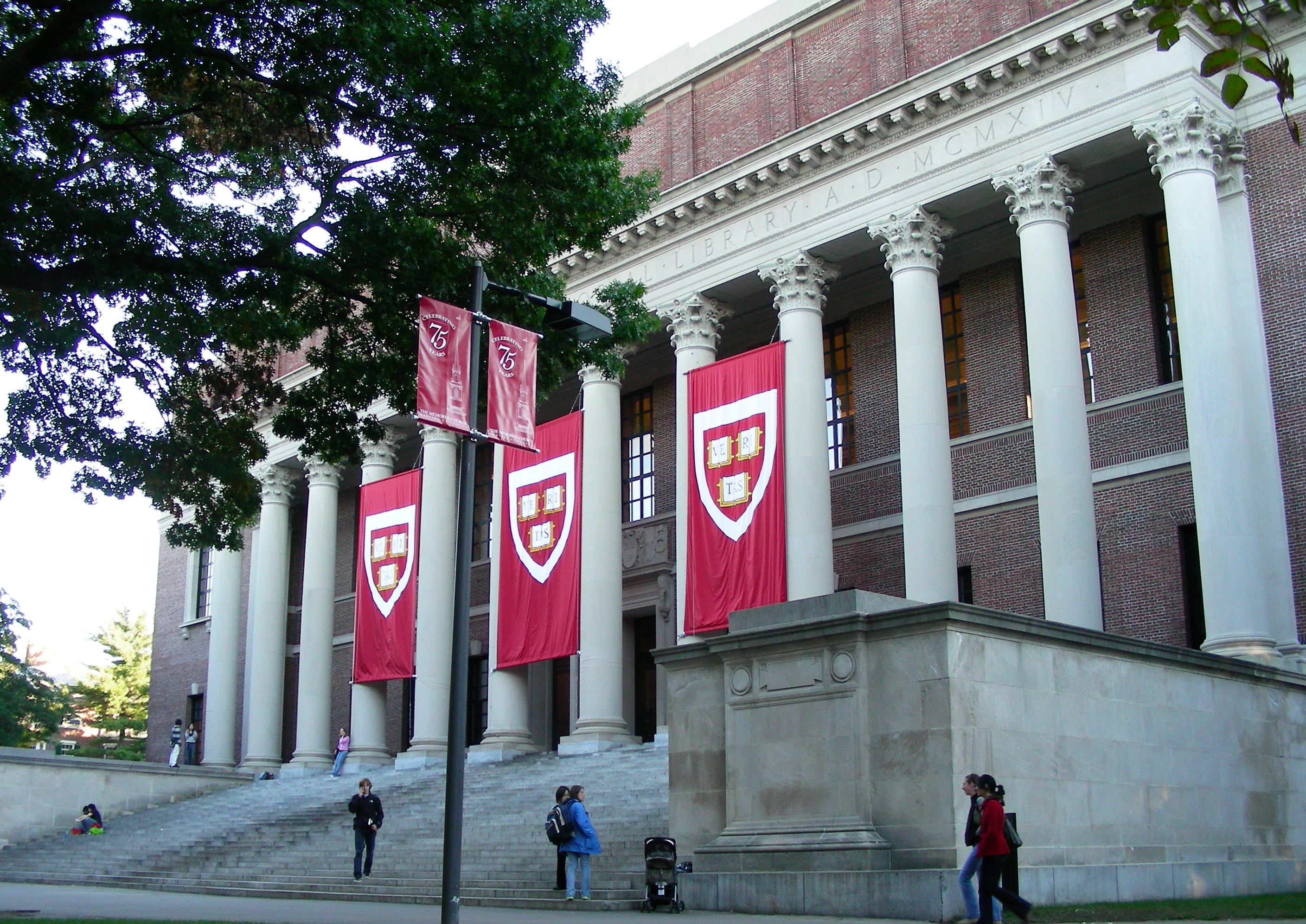
La façade de la bibliothèque Widener, principal bâtiment de la bibliothèque de l'université Harvard.

La bibliothèque de Harvard s'est développée à partir d'un legs en 1638 de 400 livres réalisé par John Harvard.
Au cours du siècle suivant, la bibliothèque a grandi pour devenir la plus grande en Amérique, mais un important incendie a détruit presque tous les livres et instruments scientifiques de l'université le 24 janvier 1764. Les livres qui étaient prêtés lorsque l'incendie est survenu sont la seule partie de la collection à avoir été sauvegardée.
De nombreux livres et dons ont été réalisés par des bienfaiteurs de l'université et des anciens élèves, afin de remplacer ses collections. Un Anglais, Thomas Hollis, de Lincoln's Inn à Londres (grand-neveu de l'un des premiers bienfaiteurs de Harvard), a commencé à expédier des milliers de livres à la bibliothèque depuis le Royaume-Uni. Hollis a continué à envoyer régulièrement des livres jusqu'à sa mort, en 1774, et a également légué 500 livres sterling à un fonds destiné à financer l'achat de livres. 
En 1908, les fonds de la bibliothèque bénéficient du legs réalisé par l'historien et théologien Charles Eliot Norton. 
En 1915 est inaugurée la bibliothèque Widener, au sud de Harvard Yard. L'immeuble de style Beaux-Arts d'environ 30 000 m2 abrite environ 91 km d'étagères à livres et 3,5 millions de volumes. Elle constitue aujourd'hui le principal bâtiment de la bibliothèque de l'université. 
La collection comprend, entre autres, un exemplaire original de la Bible de Gutenberg.